# ادموند کربی اسمیت
ادموند کربی اسمیت (انگلیسی: Edmund Kirby Smith; ۱۶ مهٔ ۱۸۲۴ – ۲۸ مارس ۱۸۹۳) فرد نظامی اهل ایالات متحده آمریکا بود.